# Heike Düselder
Heike Düselder (* 22. Mai 1965 in Leer) ist eine deutsche Historikerin, Hochschullehrerin und Direktorin des Museums Lüneburg.

## Leben
Die 1965 im ostfriesischen Leer geborene Heike Düselder studierte nach ihrem Abitur die Fächer Geschichte, Soziologie und Politikwissenschaft in Oldenburg an der Carl von Ossietzky Universität, an der sie 1997 promoviert wurde mit ihrer Dissertation Der Tod in Oldenburg. Sozial- und kulturgeschichtliche Untersuchungen zu Lebenswelten im 17. und 18. Jahrhundert.
Von 1997 bis 2002 arbeitete Düselder als wissenschaftliche Mitarbeiterin am Staatsarchiv Oldenburg. Ab 2002 beschäftigte sie sich – ebenfalls als wissenschaftliche Mitarbeiterin – mit dem in Kooperation mit dem Museumsdorf Cloppenburg – Niedersächsisches Freilichtmuseum veranstalteten Forschungs- und Ausstellungsprojekt „Adelskultur und Adelsherrschaft in der Frühen Neuzeit“.
2009 übernahm Heike Düselder die Leitung des Forschungs- und Ausstellungsprojekts „Mensch und Umwelt“, ein Verbundprojekt der Universitäten in Osnabrück und Oldenburg mit dem Museumsdorf Cloppenburg sowie verschiedenen weiterführenden Schulen. Ab dem März des Folgejahres 2010 wirkte Düselder als Geschäftsführerin des Arbeitskreises Wirtschafts- und Sozialgeschichte der Historischen Kommission für Niedersachsen und Bremen.
Zum 1. August 2012 wurde Heike Düselder zur Direktorin des 2015 neu eröffneten Museums Lüneburg berufen. Im Jahr 2013 veröffentlichte sie gemeinsam mit Christiane Schröder, Martin Stöber, Thomas Schwark und Detlef Schmiechen-Ackermann eine Festschrift „Geschichte, um zu verstehen …“ für ihren Historiker-Kollegen und Hochschullehrer Carl-Hans Hauptmeyer zum 65. Geburtstag.
Ende 2015 erhielt Heike Düselder eine Honorarprofessur an der Universität Osnabrück. Im Dezember desselben Jahres nahm sie den von der Niedersächsischen Sparkassenstiftung vergebenen und mit 10.000 Euro dotierten Museumspreis der Niedersächsischen Sparkassenstiftung für die Zusammenlegung des Museums für das Fürstentum Lüneburg und des Naturmuseums Lüneburg entgegen. Bei den Feierlichkeiten dazu wurde auch das von ihr geleitete Museum das Museumsgütesiegel Niedersachsen für den Januar des Folgejahres angekündigt.
Im März 2016 kündigte Düselder eine erläuternde Dokumentationstafel für das als Außenexponat des Museums im Wandrahmpark aufgestellte und ursprünglich von dem Bildhauer Hans Kröger 1923 geschaffene Denkmal Beweglichkeit an.

## Schriften
- Der Tod in Oldenburg. Sozial- und kulturgeschichtliche Untersuchungen zu Lebenswelten im 17. und 18. Jahrhundert (= Veröffentlichungen der Historischen Kommission für Niedersachsen und Bremen, Bd. 34) (= Quellen und Untersuchungen zur Wirtschafts- und Sozialgeschichte Niedersachsens in der Neuzeit; Bd. 20), zugleich Dissertation 1997 an der Universität Oldenburg, Hannover: Hahnsche Buchhandlung und Verlag, 1999, ISBN 978-3-7752-5908-8 und ISBN 3-7752-5908-2; Inhaltsverzeichnis
- Albrecht Eckhardt (Red.) et al., Heike Düselder, Hans-Peter Klausch (Bearb.): Quellen zur Geschichte und Kultur des Judentums im westlichen Niedersachsen vom 16. Jahrhundert bis 1945. Ein sachthematisches Inventar, Göttingen: Vandenhoeck und Ruprecht, 2002
  - Bd. 1: Ostfriesland (= Veröffentlichungen der Niedersächsischen Archivverwaltung, Bd. 55), ISBN 978-3-525-35537-4 und ISBN 3-525-35537-8
  - Bd. 2: Oldenburg (= Veröffentlichungen der Niedersächsischen Archivverwaltung, H. 56), ISBN 978-3-525-35538-1 und ISBN 3-525-35538-6
  - Bd. 3: Osnabrück (= Veröffentlichungen der Niedersächsischen Archivverwaltung, Bd. 55), ISBN 978-3-525-35539-8 und ISBN 3-525-35539-4
  - Bd. 4: Indizes (= Veröffentlichungen der Niedersächsischen Archivverwaltung, Bd. 55), ISBN 978-3-525-35540-4 und ISBN 3-525-35540-8
- Heike Düselder et al.: Adel für Kinder. Adelige Lebenswelten zwischen Weser und Ems, 16. bis 18. Jahrhundert. Das Buch für Kinder zur Ausstellung „Adel auf dem Lande“, Begleitband für Kinder in der am 29. September 2004 eröffneten Dauerausstellung „Adel auf dem Lande“ im Haus Arkenstede, Museumsdorf Cloppenburg, Cloppenburg: Museumsdorf Cloppenburg, 2004, ISBN 978-3-938061-03-9 und ISBN 3-938061-03-0; Inhaltstext
- Heike Düselder (Hrsg.), Ronald G. Asch et al.: Adel auf dem Lande. Kultur und Herrschaft des Adels zwischen Weser und Ems, 16. bis 18. Jahrhundert (= Materialien & Studien zur Alltagsgeschichte und Volkskultur Niedersachsens, Heft 36), Begleitband für Kinder in der am 29. September 2004 eröffneten Dauerausstellung „Adel auf dem Lande“ im Haus Arkenstede, Museumsdorf Cloppenburg, Cloppenburg: Museumsdorf Cloppenburg, 2004, ISBN 978-3-923675-99-9 und ISBN 3-923675-99-2; Inhaltsverzeichnis
- Heike Düselder (Red.): Schloss Evenburg und die Herrlichkeit Loga, hrsg. vom Landkreis Leer, Hamburg: Ellert & Richter, 2008, ISBN 978-3-8319-0332-0; Inhaltsverzeichnis und Inhaltstext
- Heike Düselder (Hrsg.): Adel und Umwelt. Horizonte adeliger Existenz in der frühen Neuzeit, Köln; Weimar; Wien: Böhlau, 2008, ISBN 978-3-412-20131-9 und ISBN 3-412-20131-6; Inhaltsverzeichnis und Inhaltstext
- Christiane Schröder, Martin Stöber, Thomas Schwark, Detlef Schmiechen-Ackermann, Heike Düselder (Hrsg.): Geschichte, um zu verstehen. Traditionen, Wahrnehmungsmuster, Gestaltungsperspektiven. Carl-Hans Hauptmeyer zum 65. Geburtstag, Bielefeld: Verlag für Regionalgeschichte, 2013, ISBN 978-3-89534-948-5; Inhaltsverzeichnis und Inhaltstext
- Heike Düselder, Annika Schmitt, Siegrid Westphal (Hrsg.): Umweltgeschichte. Forschung und Vermittlung in Universität, Museum und Schule, Köln; Weimar; Wien: Böhlau, 2014, ISBN 978-3-412-22167-6 und ISBN 3-412-22167-8; Inhaltsverzeichnis und Inhaltstext
  - als digitale Originalausgabe: ISBN 978-3-412-21611-5 und ISBN 3-412-21611-9